# Полка Льюиса Кэрролла
«Полка Льюиса Кэрролла» (англ. Lewis Carroll Shelf Award) — американская литературная премия, присуждавшаяся с 1958 по 1979 год Образовательной школой при Висконсинском университете в Мадисоне детским книгам, по мнению учредителей, достойным стоять на одной полке с «Алисой в Стране чудес» и «Алисой в Зазеркалье» Льюиса Кэрролла.
Первая номинация состоялась в 1958 году, и из 17 книг только 2 вышли в 1950-х. Последняя номинация состоялась в 1979 году, и все книги, кроме двух, вышли в 1970-х.
Процесс отбора включал выдвижение кандидатур редакторами издательств книг в мягкой обложке, которым было дали возможность ежегодно представлять по одной книге из своих торговых каталогов. Жюри оценивало книги на оригинальность, универсальность, раскрытие темы, систему символов, мастерство, воздействию, жанровому сравнению, влиянию на читателя и проверку временем. Целью отбора было выявление и продвижения выдающихся произведений среди массы посредственных, доступных в открытом обществе.

## Призёры
🖌 — иллюстрировано автором

### 1958
- Беатрис Поттер, Сказка о Кролике Питере[англ.] (1902) 🖌
- Кеннет Грэм, Ветер в ивах (1908)
- Хью Лофтинг, История доктора Дулиттла (1920) 🖌
- Алан Милн, за цикл произведений о Винни-Пухе (1926-28), илл. Эрнест Хауэрд Шепард
- Ванда Гаг, Миллионы кошек (1928) 🖌
- Уотти Пайпер, Паровозик, который смог (1930), илл. Лоис Ленски[англ.]
- Лора Инглз-Уайлдер, Маленький домик в Больших Лесах[англ.] (1932), илл. Хелен Сьюэлл[англ.]
- Кэрол Райри Бринк[англ.], Кэдди Вудлоун[англ.] (1935), илл. Кейт Середи[англ.]
- Глен Раундс[англ.], Ол-Пол, могучий лесоруб[англ.] (1936) 🖌
- Джеймс Клойд Боумен[англ.], Пекос Билл: величайший ковбой всех времён[англ.] (1937), илл. Лаура Бэннон[англ.]
- Ричард и Флоренс Этуотер[англ.], Пингвины мистера Поппера (1938), илл. Роберт Лоусон[англ.]*
- Эсфирь Слободкина, Кепки на продажу[англ.] (1938) 🖌
- Доктор Сьюз, Хортон высиживает яйцо, (1940) 🖌
- Рейчел Филд[англ.], Молитва для ребёнка[англ.] (1944), илл. Элизабет Ортон Джонс[англ.]
- Кэтрин Кейт Кобленц[англ.], Синий кот из Кастл-тауна[англ.] (1949), илл. Дженис Холланд
- Элеанор Фарджон, Книжная комнатка[англ.] (1955), илл. Эдвард Ардиццоне[англ.]
- Рене Гийо, Белый слон №397 (1957), илл. Кристиан Генрих

### 1959
- Фрэнсис Элиза Бёрнетт, Таинственный сад (1911)
- Май Линдман[англ.], Снипп, Снапп, Снурр[англ.] и красные туфли; первоначально шведская серия (1920-е)
- Лаура Э. Ричардс[англ.], Тирра Лирра: старые и новые рифмы[англ.] (1932)
- Жан де Брюнофф, История Бабара, маленького слоненка (1933); первоначально на французском языке Histoire de Babar, le petit éléphant (1931) ‡
- Кейт Середи[англ.], Белый олень[англ.] (1937) 🖌
- Клэр Юше Бишоп[англ.], Пять китайских братьев[англ.] (1938), илл. Курт Визе[англ.]
- Армстронг Сперри[англ.], Зовите это мужеством[англ.] (1940) 🖌
- Вирджиния Ли Бертон[англ.], Маленький дом[англ.] (1942) 🖌
- Кэролин Треффингер[англ.], Ли Лунь, отважный парень[англ.] (1947), илл. Курт Визе[англ.]
- Леон Уилсон[англ.], Этот мальчик Коди[англ.] (1950), илл. Урсула Керинг[англ.]
- Элвин Брукс Уайт, Паутина Шарлотты (1952), илл. Гарт Уильямс[англ.]
- Элис Дэлглиш[англ.], Мужество Сары Нобл[англ.] (1954), илл. Леонард Вейсгард[англ.]
- Филиппа Пирс, Рыбка ведёт к сокровищу[англ.] (1955)

### 1960
- Редьярд Киплинг, Книга джунглей (1894), илл. Джон Локвуд Киплинг
- Леонард Лесли Брук[англ.], Сад Джонни Кроу: Книга с картинками (1903) 🖌
- Элизабет Форман Льюис[англ.], Юн Фу с верховья Янцзы[англ.] (1932), илл. Курт Визе[англ.]
- Уолтер Д. Эдмондс[англ.], Фитильное ружьё[англ.] (1941), илл. Пол Ланц
- Х. А. Рей и Маргрет Рей, Любопытный Джордж устраивается на работу[англ.] (1947) 🖌
- Мэри Нортон, Добывайки[англ.] (1952), илл. Диана Стэнли (Великобритания), Джо и Бет Круш[англ.] (Соединенные Штаты, 1953)
- Кэтлин Лайнс[англ.], составитель, Лавандово-синий: Книга детских стишков (1954), илл. Гарольд Джонс[англ.]
- Джозеф Крумголд[англ.], Луковый Джон[англ.] (1959)
- Глен Роундс[англ.], Слепой жеребёнок (1960) 🖌

### 1961
- Рэйчел Филд[англ.], Хитти, её первые сто лет[англ.] (1929), илл. Дороти П. Латроп[англ.]
- Роберт Х. Чарльз, Круговой поворот (1930), илл. Леонард Лесли Брук[англ.]
- Доктор Сьюз, На тутовой улице[англ.] (1937) 🖌
- Роберт Лоусон[англ.], Бен и я[англ.] (1939) 🖌
- Дорис Гейтс[англ.], Синяя ива[англ.] (1940), илл. Пол Ланц
- Элеонора Эстес[англ.], Моффаты[англ.] (1941), илл. Луи Слободкин[англ.]
- Маргерит Генри[англ.], Мисти из Чинкотига[англ.] (1947)
- Маргерит де Анджели[англ.], Дверь в стене (книга)[англ.] (1949) 🖌
- Эрих Кестнер, Когда я был маленьким (1959); первоначально на немецком Als ich ein kleiner Junge war (1957) – автобиография
- Рене Гийо, Гришка и его медведь (1959), илл. Джоан Кидделл-Монро[англ.]; первоначально на французском Grichka et son ours (1958)
- Скотт О’Делл, Остров голубых дельфинов[англ.] (1960), первоначально не иллюстрированный. Повесть написана на основе биографии Хуаны-Марии, последней представительницы индейского племени николеньо.

### 1962
- Ханс Кристиан Андерсен, Дюймовочка; первоначально на датском Tommelise (1835), илл. Вильгельм Педерсен
- Марк Твен, Приключения Гекльберри Финна (1884), илл. Эдвард Винзор Кембл[англ.]
- Беатрис Поттер, Портной из Глостера[англ.] (1903[1902]) 🖌
- Чарльз Бордмен Хоус, Чёрный фрегат[англ.] (1923)
- Алан Милн, Мир Кристофера Робина, включающий в себя Когда мы были совсем маленькими[англ.] (1924) и Теперь нам уже шесть[англ.] (1927), илл. Э. Х. Шепард
- Роберт Дэвис, Падре Порко: Джентльменская свинья (1939), илл. Фриц Айхенберг
- Холлинг К. Холлинг[англ.], Весло-к-морю[англ.] (1941) 🖌
- Луиза Рэнкин[англ.], Дочь гор (1948), илл. Курт Визе[англ.]
- Клайв Стейплз Льюис, Лев, колдунья и платяной шкаф (1950), илл. Паулина Бейнс
- Уильям О. Стил[англ.], Зимняя опасность (1954)
- Уолтер Джон Де Ла Мар, Пенни в день (сборник 1960 г.), илл. Пол Е. Кеннеди
- Лео Леонни[англ.], Дюйм за дюймом (1960) 🖌
- Сорка Ник Льюис[англ.], Чертополох и тимьян: сказки и легенды Шотландии (1962)

### 1963
- Чарльз Кингсли, Дети воды (1863)
- Джоэль Чандлер Харрис, Сказки дядюшки Римуса (1881[1880]), илл. Чёрч Фредерик Стюарт и Джеймс Х. Мозер
- Фрэнк Р. Стоктон[англ.], Грифон и младший каноник (1885)
- Кеннет Грэм, Дракон-лежебока (1898), илл. Максфилд Пэрриш
- Корнелия Мейгс[англ.], Непобедимая Луиза»[англ.]: история автора «Маленьких женщин» (1933), биография
- Марджори Киннан Ролингс, Оленёнок (1938)
- Роберт Лоусон[англ.]*, Кроличий холм[англ.] (1944) 🖌
- Элоиза Джарвис Мак-Гроу, Мокасиновая тропа[англ.] (1952)
- Мейндерт Де Йонг, Колесо над школой[англ.] (1954), илл. Морис Сендак
- Филиппа Пирс, Полуночный сад Тома[англ.] (1958), илл. Сьюзан Эйнциг[англ.]
- Рафаэлло Бузони[англ.], Человек, который был Дон Кихотом: история Мигеля Сервантеса (1958), биография
- Вильгельм Гауф, Карлик Нос (1960), илл. Морис Сендак; первоначально на немецком Der Zwerg Nase (1826)
- Джордж Селден[англ.], Сверчок на Таймс-сквер[англ.], илл. Гарт Уильямс[англ.]
- Джин Меррилл[англ.], Превосходная лошадь: сказка Древнего Китая (1961)
- Полин Кларк[англ.], Возвращение Двенадцати (Соединенные Штаты); первоначально Двенадцать и джинны[англ.] (1962), илл. Сесил Мэри Лесли[англ.]
- Ширли Глубок, Искусство Древнего Египта (1962)
- Герта Зейберлих, Аннуцца: девушка из Румынии (1962)

### 1964
- Ханс Кристиан Андерсен, Соловей; первоначально на датском Nattergalen (1843), илл. Вильгельм Педерсен
- Фрэнсис Элиза Бёрнетт, Маленькая принцесса (1905[1888]), илл. в 1905 г. Этель Франклин Беттс[англ.]
- Фелисите Лефевр, Петух, мышь и рыжая курочка:[англ.] пересказ старой сказки (1925)
- Уилл Джеймс[англ.], Ковбойский конь Смоки[англ.] (1927), первоначально не иллюстрированный
- Марджори Флэк[англ.], Рассказ о Пинге[англ.] (1933), илл. Курт Визе[англ.]
- Рут Сойер[англ.], Роликовые коньки (книга)[англ.] (1936), илл. Валенти Анджело[англ.]
- Гарольд Кейт[англ.], Винтовки для Уэйти[англ.] (1957)
- Алина Глазго, Старый Ветер и Лю Ли-Сан (1962), илл. Бернард Глазго
- Мадлен Л’Энгл, Трещина во времени[англ.] (1962), илл. Эллен Раскин[англ.]
- Джоан Делано Эйкен, Волки из Уиллоуби Чейз[англ.] (1963)
- Хельга Сандберг, Джоэл и дикий гусь (1963), илл. Томас Аквинас Дали[англ.]
- Морис Сендак, Там, где живут чудовища (1963) 🖌
- Луиза Р. Шотвелл[англ.], Рузвельт Грейди (1963), илл. Питер Берчард[англ.]
- Джин Меррилл[англ.], Война тележек (1964), илл. Ронни Солберт[англ.]
- Энтони фон Эйзен, Узы огня (1965), илл. У. Т. Марс

### 1965
- Джин Крейгхед Джордж[англ.], Моя сторона горы[англ.] (1959)
- Стерлинг Норт[англ.], Плут: воспоминания о лучшей эпохе[англ.] (1963)
- Айрин Хант, Через пять апрелей[англ.] (1964), илл. Лерой Дженкинс

### 1966
- Роберт Льюис Стивенсон, Детский цветник стихов (1885)
- Джеймс Рамси Ульман[англ.], Флаг в небесах[англ.] (1954)
- Агнес Клиффорд-Смит (англ. Agnes Clifford Smith), Край леса[англ.] (1959)
- Питер Бурчард[англ.], Джед, история солдата-янки и .жного мальчика (англ. Jed, The Story of a Yankee Soldier and a Southern Boy) (1960)
- Марсия Браун[англ.], Однажды мышь: басня, вырезанная на древесине из древней Индии[англ.] (1961) 🖌